# Transition spin-flop
La transition spin-flop (ou transition de Morin), est une transition de phase magnétique au cours de laquelle les moments magnétiques d'un matériau antiferromagnétique s'alignent brutalement lorsque le champ magnétique appliqué atteint une valeur critique {\displaystyle B_{c}}.
Cette transition amène donc le matériau d'une phase antiferromagnétique à une phase ferromagnétique.